# George Madison Adams
George Madison Adams, född 20 december 1837 i Barbourville i Kentucky, död 6 april 1920 i Winchester i Kentucky, var en amerikansk politiker (demokrat). Han var ledamot av USA:s representanthus 1867–1875.
Adams efterträdde 1867 William H. Randall som kongressledamot och efterträddes 1875 av John D. White.
Adams grav finns på Lexington Cemetery i Lexington i Kentucky.